# Dave Pegg

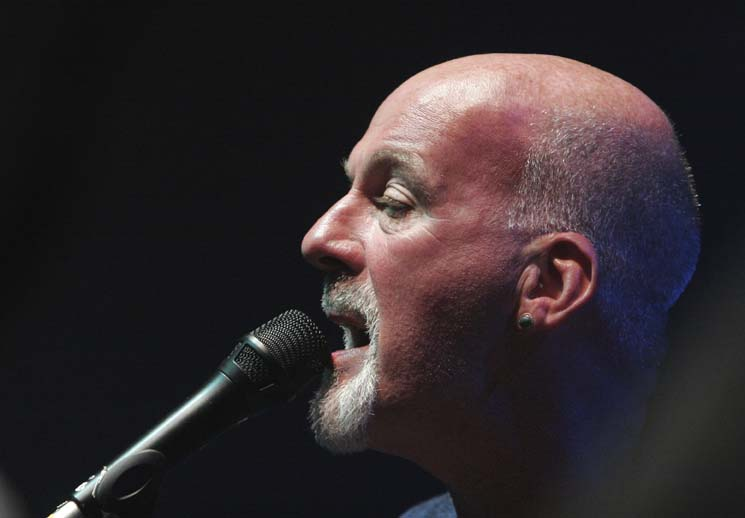
Dave Pegg, en la Fairport's Cropredy Convention celebrada en 2005.

Dave Pegg (2 de noviembre de 1947) fue el bajista de Jethro Tull entre los años 1979 y 1995.
Previamente había tocado con Fairport Convention, grupo al que volvió tras su paso por esta banda.